# 履物と傘の物語
「履物と傘の物語」（はきものとかさのものがたり）は、2015年2月から3月まで、NHKの音楽番組『みんなのうた』で放送された楽曲。
『みんなのうた』に、日本の女性アイドルグループ・AKB48が初めて起用された楽曲。
放送開始当初から、心温まる物語に多くの問い合わせや感想が寄せられ、大きな反響を呼んだ。
作詞：秋元康、作曲・編曲：片桐周太郎、歌：AKB48。

## 概要
本楽曲は、2015年3月4日に発売されたAKB48の39thシングル『Green Flash』のType-Nと劇場盤に収録されている。
歌っているメンバーは、高橋みなみ、小嶋陽菜、柏木由紀、渡辺麻友、島崎遥香、横山由依、松井珠理奈、指原莉乃の8人である。
同楽曲は、ある田舎の駅の近くに並んでいる履物屋と傘屋、それぞれを経営している独り暮らしのおばあさん2人の交流を描いた物語となっている。
『みんなのうた』では、5分間1曲枠で放送された。
『みんなのうた』の放送で使用されたミュージック・ビデオは、今回で番組41回目の参加となる南家こうじが制作したアニメーション映像だが、『Green Flash』Type-Nの付属DVDに収録されているミュージック・ビデオは、半崎信朗が制作したアニメーション映像になっている。
2015年3月9日にNHK総合テレビで放送の『MUSIC JAPAN』で披露され、2015年3月14日にNHK BSプレミアムで放送の『AKB48 SHOW!』でも披露された。
また、2015年4月29日に発売された岩佐美咲の4thシングル「初酒」には、カップリング曲として岩佐のソロによるカバーバージョンが収録されている。